# 九龙湖镇
九龙湖镇，是中国浙江省宁波市镇海区的一个建制镇。东临澥浦镇，南面与骆驼街道相接，西面与江北区慈城镇、庄桥街道相连，西面与骆驼街道接壤，北面与慈溪市相接。总面积65.3平方公里，人口6.49万，是镇海区面积最大的乡级行政区。街道办事处位于九龙东路1号。

## 沿革
九龙湖镇原名河头，古名鸿落河头。1983年恢复为河头乡，2001年，根据所辖地旅游景点九龙湖（原名十字路水库）更名为九龙湖镇。

## 下辖
目前，九龙湖镇辖有思源社区1个社区。辖有九龙湖、田杨陈、杜夹岙、西经堂、河头、西河、长石、长宏、汶溪、中心、田顾共11个行政村。

## 交通
九龙大道穿过九龙湖镇，连接329国道。

## 旅游
宁波新十景之一的九龙湖是九龙湖镇最重要的旅游景点。